# Adrian Van der Stel
Adrian Van der Stel   (Dordrecht, segle XVI - colònia holandesa de Ceilan, 25 de maig de 1646) fou un militar holandès que fou opperhoofd (cap superior) de Maurici de novembre de 1640 a 1645.

## Activitat a Maurici
Adriaan Van der Stel va succeir al governador Cornelius Gooyer. Va arribar a l'illa amb setanta homes, dels quals quaranta eren invàlids i que creien que a Maurici recuperarien la seva salut. Vint-i-tres van morir i la resta va retornar a Batàvia. Van der Stel va portar amb ell diverses llavors i fruites incloent-hi plançons de canya de sucre. També va portar conills, ovelles, oques, ànecs, coloms i cérvols. Després d'alguns anys, aquests animals es van multiplicar i eren font de provisions fresques pels vaixells que passaven per l'illa. Un mineralogista va ser enviat a l'illa per fer una enquesta i el 1641 els directors de la Companyia Holandesa de les Índies Orientals (VOC) van enviar el vaixell "The Petten" amb ordres per Van der Stel de tallar tots els arbes de banús a l'illa. Per dur a terme la tasca, Van der Stel necessitava més homes. Va anar a Madagascar on va obtenir cent cinc esclaus. Però en unes quantes setmanes, cinquanta-dos van fugir i només divuit van ser agafats. Per aproximadament tres anys Van der Stel i els seus homes foren capaços d'enviar sis mil peces de banús a Batàvia. També va prestar molta atenció a l'agricultura. Es van iniciar cultius d'arròs, anyil, tabac i cultiu de canya. Van créixer també molts arbres de fruita i moltes verdures. Però malgrat aquests esforços, el seu subministrament alimentari no estava garantit. El 1644 un cicló va destruir el fort i els cultius. Van haver d'esperar mesos per un vaixell de Batàvia, i mentrestant van haver d'anar al bosc per buscar aliments. Va ser succeït per Jacob Van der Meersch.

## Activitat a Ceilan
Van der Steel va passar a Ceilan on els holandesos (la Companyia VOC per la qual treballava) pretenien establir-se a la comarca de Set Korales contra la voluntat del rei singalès i havien establert una guarnició a Pannara. El 13 de maig de 1646 Adrian Van der Stel, va deixar Negombo per anar a Pannara amb 150 homes. Tres dies després el rei van arribar a la zona per protestar i oferir escortar als holandesos cap a Negombo. Van der Steel hi va tenir un incident i les dues parts van xocar. Van der Steel va morir en combat i el seu cap fou entregat a la guarnició de Pannara a la que poc després el rei va convidar a rendir-se, i ho feu l'endemà.

## Descendència
El seu fill Simon esdevindria el primer Governador del Cap de Bona Esperança.